# Doug Sandom
Doug Sandom, ibland benämnd Doug Sanden, född 26 februari 1930 i Greenford i Ealing i London, död 27 februari 2019, var en brittisk trumslagare som runt 1962 spelade i gruppen The Detours, vilken sedermera blev The Who. Sandom var murare och närmare 30 år medan övriga bandmedlemmar i de sena tonåren och åldersskillnaden gjorde att han kände sig en aning utanför.
Bandet säkrade 1964 en provspelning med Fontana Records lyckades inte vara på plats i tid. Chris Parmeinter som var producent på Fontana Records tyckte inte om Sandoms trumspel och bandets gitarrist Pete Townshend tyckte likadant. Townshend pratade med de övriga bandmedlemmarna John Entwistle och Roger Daltrey, varefter alla kom överens om att Sandom skulle lämna gruppen. Sandom fick en månads uppsägningstid och lämnade bandet i april samma år. Han ersattes kort därefter av Mitch Mitchell som nästan omedelbart ersattes av Keith Moon. Moon är den ende som spelar trummor på bandets inspelningar. Det finns över huvud taget inga ljudupptagningar med Sandom som batterist i vare sig The Detours eller The Who.
Doug Sandom var vid sin död bosatt i Greenford i London.